# Bumin
Bumin (ou Boumin, en köktürk : 𐰉𐰆𐰢𐰣 𐰴𐰍𐰣, translittération : Bumïn qaγan), né vers 490 et mort en 552 ou le 12 mars 554 est le fondateur de l'empire des Köktürks. Dans les textes chinois, il est mentionné sous le nom de Tǔmén (土門, ou 土门 en chinois simplifié). Bumin signifie « nuage de fumée ». La plupart des informations à son sujet proviennent de légendes, selon lesquelles il aurait rassemblé sous son autorité de khagan des populations turques vivant dans la vallée mythique d'Ergenikon, dans les monts Altaï, au sein du Khaganat turc.

## Sa famille, son peuple
Les Köktürks, ou Göktürks (Turcs Bleus c'est-à-dire Célestes en turc), sont connus sous le nom de Tujue (突厥, tújué) en chinois. Le mot türk signifie fort, et le nom chinois tujue provient probablement d'un pluriel türük. Selon les Chinois, les Köktürks portaient le nom du clan Ashina. Les Chinois à cette époque considèrent les Turcs comme étant un clan des Xiongnu (匈奴) ou Hiong-Nou, alors que ce peuple prétend descendre d’une louve, et ses membres arborent son totem au bout de leurs étendards.
Bumin est le fils de Tuwu Tayehu, chef des Köktürks de 523 à 545, lui-même fils de Mengen, chef de 521 à 523. Ils se disent les descendants de Abtin (en), vivant vers le VIIIe siècle av. J.-C., roi des Hyrcaniens, ancêtres en partie des Scythes. À cette époque ce peuple abandonne l'agriculture au profit du nomadisme pastoral et ils se métissent avec des mongoloïdes. Abtin se vante de descendre de Targitaus, premier roi des Scythes, fils de Zeus.
D’Abtin descendent des rois plus ou moins mythiques, chefs des Touran, puis des Proto-Turcs venus se réfugier chez eux. Mais ils perdent leur royaume et deviennent les vassaux successivement des Perses (-500--330), des Gréco-Macédoniens, du temps d’Alexandre le Grand (-330--312, des Séleucides de Syrie (-312--256), et des Grecs de Bactriane. Toutefois les ancêtres de Bumin redeviennent rois de Margiane de -256) jusqu’en -80. Puis ils se retrouvent à cette date les vassaux cette fois ci des Kushans (-80-240), des Perses, (240-350) et finalement des Chinois (350-406).
Pendant un siècle et demi les Köktürks sont un peu plus libres, mais sujets néanmoins du roi des Ruanruans, pour qui ils travaillent le fer.

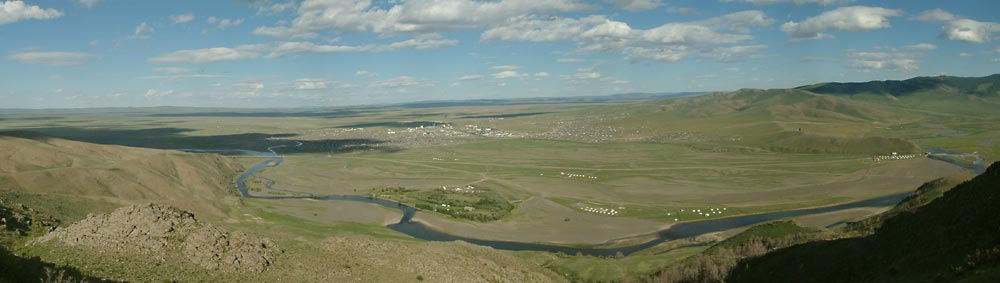
Panorama de la vallée de l'Orkhon

## Biographie
C’est au milieu de son peuple, que naît Bumin. Il devient le Khan de l’une de leurs tribus à la mort de son père, en 542. Il accueille des réfugiés de Sogdiane sur son territoire, car ils sont persécutés par le Shah Anushirvan Khosrau. Il entre en relation avec le royaume chinois de Wei de l’Ouest. On conserve la trace d'une mission diplomatique menée par un émissaire sogdien, An Nopantuo, qui scelle une alliance entre Bumin et les Wei, en concluant un mariage entre Bumin lui-même et la princesse, Wei Chang'le. Après avoir amorcé des relations formelles avec la Chine, il tire profit de sa nouvelle crédibilité pour unir les tribus turques et vient à bout des tribus tielis, révoltées contre leurs maîtres Ruanruans. Il les bat à la frontière chinoise de la Dzoungarie en 546. Burmin demande en échange la main d'une princesse ruanruan, mais le khagan ruanruan, Anagui ou A-na-kuei ne la lui accorde pas, bien que leurs rois aient admis les Asena dans leur fédération.

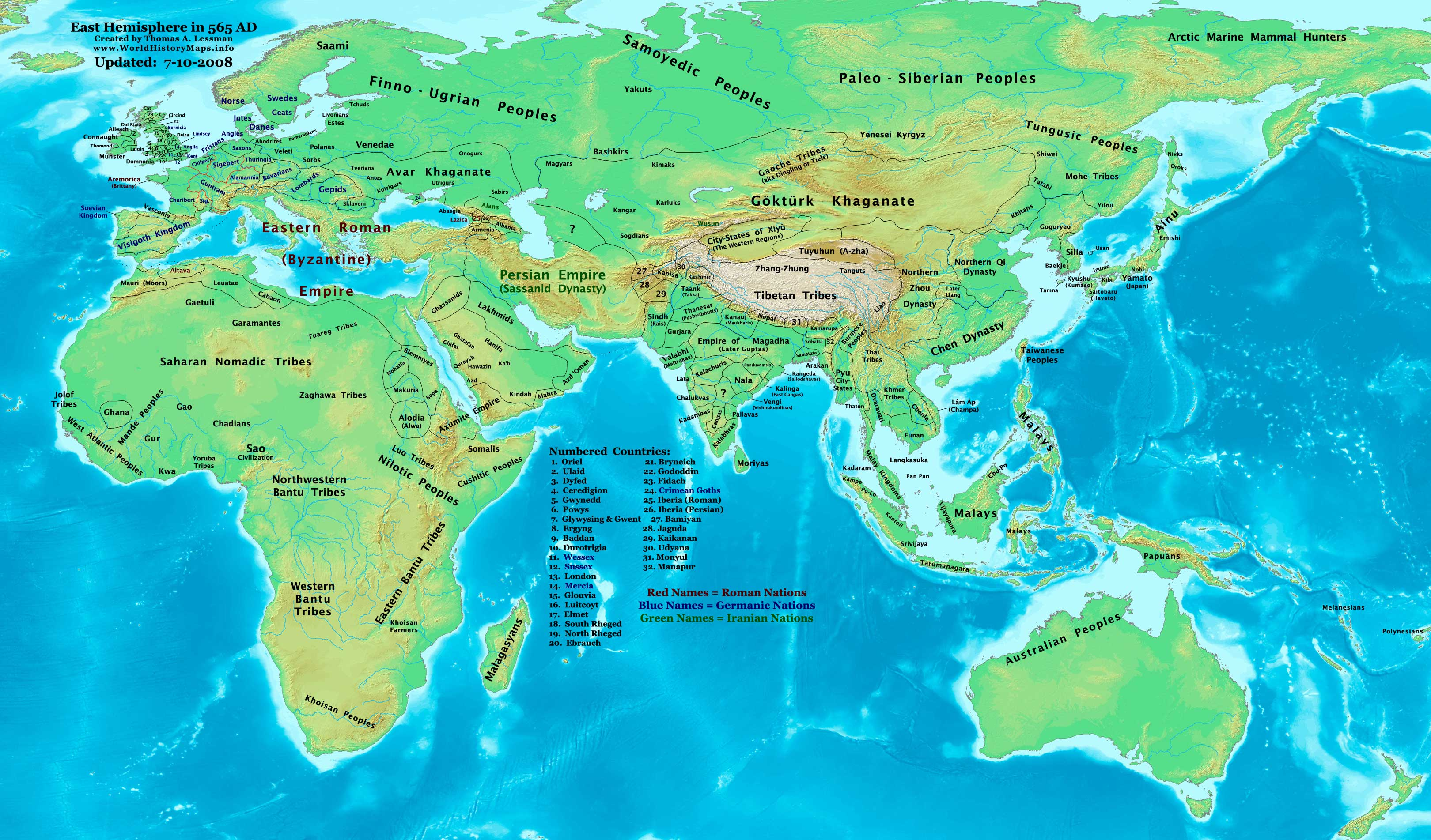
En 565, 10 ans après la mort de Bumin, le khaganat Gokturk est déjà un immense empire.

Furieux du traitement que le khagan Anagui lui a accordé, Bumin décide de se libérer du joug de ses maîtres qui le méprisent et asservissent son peuple. Le pouvoir des Ruanruans est brisé par une alliance formé en 551 par les Göktürks, les dynasties chinoises des Qi du Nord et des Zhou du Nord et de tribus d’Asie centrale. Bumin fait très rapidement l’unité de son peuple. Il incorpore aussi selon certaines sources 250 000 tielis, ses anciens ennemis, dans son armée et réussit à écraser en 552 les armées d'Anagui.
Bumin s'installe dans la région sacrée de l’Orkhon. Sa victoire lui permet de se proclamer Khagan des Köktürks au mont sacré Ötüuken, et d'établir un puissant empire qui s'étend rapidement dans toute l'Asie centrale. Il étend son Khaganat à l’est en battant et repoussant les Huns blancs. Ils sont le premier peuple de langue turque à se nommer politiquement Turcs. Bumin n'a cependant guère le temps de profiter de sa victoire puisqu'il meurt la même année. D'autres sources indiquent qu'il serait mort le 12 mars 554.
Le khaganat est alors divisé en deux de part et d'autre de l'Altaï, le titre de khagan revenant à Mugan maître de l'est de l'empire et fils de Bumin, Istami, frère de ce dernier, héritant de l'ouest de l'empire mais reconnaissant la prééminence de Mugan. L'unité du khaganat prend fin en 584, quand Tardu, Yabgu des turcs occidentaux, petit fils de Bumin et fils d'Istämi se proclame Khagan des Köktürks.
Une inscription sogdienne écrite à Bugut, en haute Mongolie après 851 à la gloire de Muqan Qaghan énonce par contre que Bumin Qaghan aurait été bouddhiste et aurait ordonné l'édification d'un nouveau samgha.

## Son mariage et sa descendance

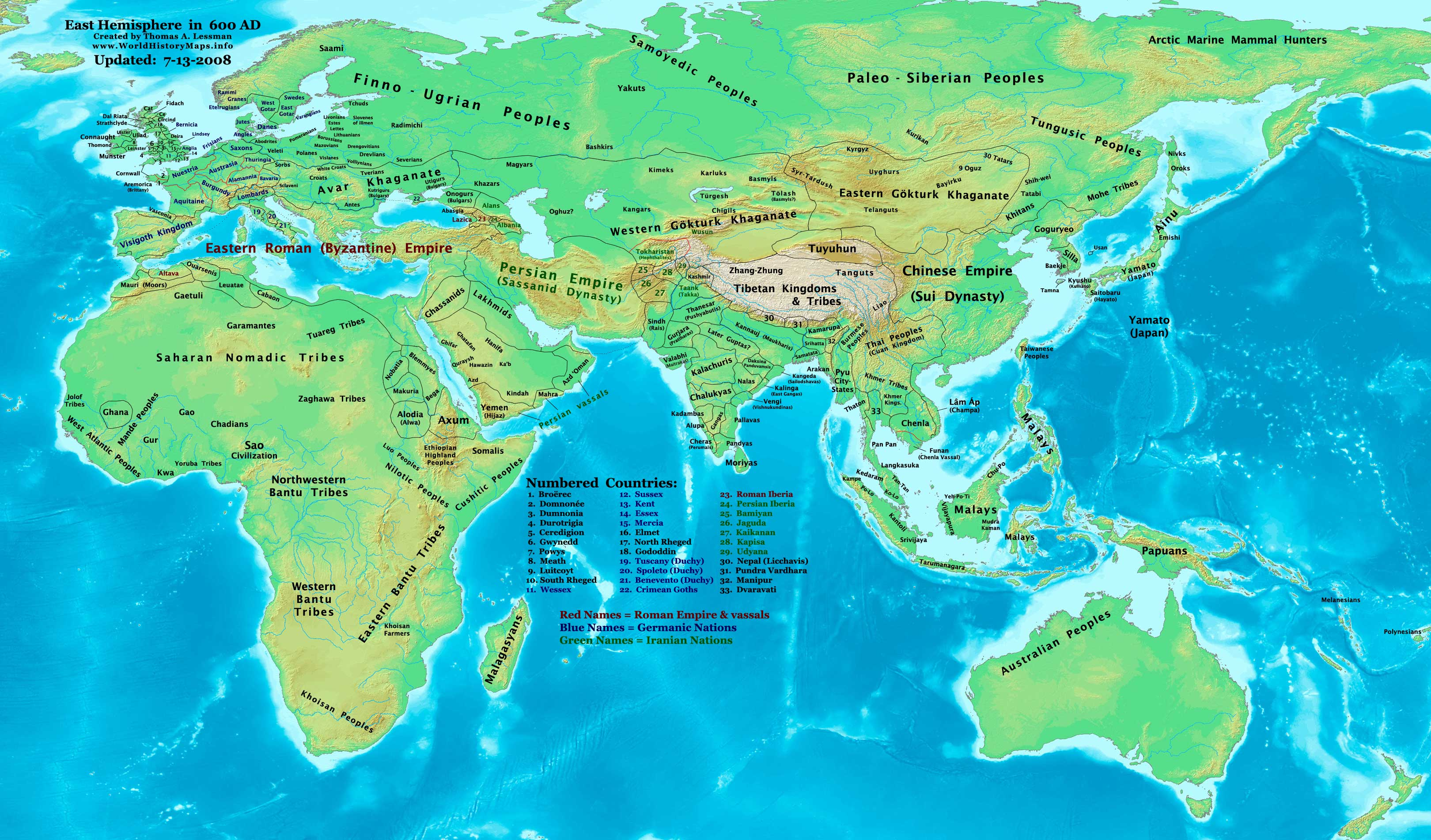
Carte des royaumes Köktürks de l'ouest et de l'est à leur apogée, à la fin du VII. Les zones en clair montrent les territoires sous contrôle direct ; les zones en foncé montrent la sphère d'influence

Chang'le, femme de ce Khagan, est la fille de Wen Di, empereur de la dynastie Wei de l'Ouest (534-551), et de l’impératrice répudiée en 540 Yifu. Sa mère est une descendante des rois des Tuyuhun, un puissant royaume d’Asie orientale. Sa remplaçante, Yujiulü Anagui, est une princesse ruanruan et par jalousie l’impératrice se suicide. Chang'le a donc, elle-aussi, bien des raisons de vouloir la guerre avec les Ruanruans.
Les fils de Bumin se succèdent comme Khagans :
- Kara Khan, 2e Khagan des Köktürks
- Mugan, 3e Khagan
- Taspar Khan (en), 4e Khagan

Leur descendance conquiert une partie des steppes et de l’Asie centrale pendant des siècles et ils sont les ancêtres de bien des monarques occidentaux du fait du mariage de Constantin V empereur byzantin (741 -775) avec Tzitzak, fille du Khagan Khazar Bihar (en).